# (5690) 1992 EU
(5690) 1992 EU es un asteroide perteneciente al cinturón de asteroides descubierto el 7 de marzo de 1992 por Seiji Ueda y el astrónomo Hiroshi Kaneda desde el Kushiro Marsh Observatory, Hokkaido, Japón.

## Designación y nombre
Designado provisionalmente como 1992 EU.

## Características orbitales
1992 EU está situado a una distancia media del Sol de 2,799 ua, pudiendo alejarse hasta 3,864 ua y acercarse hasta 1,735 ua. Su excentricidad es 0,380 y la inclinación orbital 29,00 grados. Emplea 1711,06 días en completar una órbita alrededor del Sol.

## Características físicas
La magnitud absoluta de 1992 EU es 13,1. Tiene 5,791 km de diámetro y su albedo se estima en 0,041. Está asignado al tipo espectral B según la clasificación SMASSII.